# Ewa Braun (zespół muzyczny)
Ewa Braun – zespół muzyczny ze Słupska grający muzykę w stylu noise rock. Zespół nagrywał i koncertował w latach dziewięćdziesiątych i w I dekadzie XXI wieku. Liderem zespołu był Marcin Dymiter.

## Dyskografia
- 1990 Pierwsza kobieta – demo (DIY)
- 1992 W tysiącu miejsc naraz – demo (DIY)
- 1994 Love Peace Noise (wytwórnia: Nikt Nic Nie Wie)
- 1995 Ewa Braun / Guernica y Luno split 7" EP (wytwórnia: Trująca Fala)
- 1996 Esion (wytwórnia: Antena Krzyku)
- 1998 Sea Sea (wytwórnia: Antena Krzyku)
- 2000 Electromovement – album koncertowy (wytwórnia: Antena Krzyku)
- 2002 Stereo (wytwórnia: Post Post, Antena Krzyku)[1]

## Skład
W chwili zakończenia działalności grupę tworzyli:
- Dariusz Dudziński – perkusja,
- Marcin Dymiter – gitara, wokal[2],
- Piotr Sulik – gitara,
- Rafał Szymański – gitara basowa.